# 皇甫德儀
皇甫淑妃（694年—735年10月21日），本名不詳，祖籍安定朝那县（宁夏固原市彭阳县），唐玄宗嬪妃。
皇甫氏的曾祖父皇甫匕，為宋州刺史；祖父皇甫粹為越州刺史，都督諸軍事；父皇甫日休，為左監門衛副率。皇甫氏在家中時，排行為長女。
玄宗還是皇太子的時候，下詔選良家女子候選可充後宮者，便選中皇甫氏為東宮姬妾之一，得到寵愛。玄宗即位後，封為德儀，生鄂王李瑤及臨晉公主。後因武惠妃大受寵幸，皇甫德儀遂被玄宗疏遠。開元二十三年十月初一（735年10月21日），皇甫德儀病逝於宮中，享年四十二歲。後葬於河南縣龍門之西北原，追贈為淑妃。至天寶四載（745年）時，杜甫為她作《唐故德儀贈淑妃皇甫氏神道碑》碑文。
在皇甫德儀過世後不到兩年，其子李瑤便遭武惠妃陷害，被廢為庶人並賜死。女兒臨晉公主，下嫁代國長公主及鄭萬鈞所生之子鄭潛曜，薨於唐代宗大曆年間。